# Кастільйоне-Козентіно
Кастільйоне-Козентіно (італ. Castiglione Cosentino, сиц. Castigliune) — муніципалітет в Італії, у регіоні Калабрія,  провінція Козенца.
Кастільйоне-Козентіно розташоване на відстані близько 430 км на південний схід від Рима, 60 км на північний захід від Катандзаро, 7 км на північний схід від Козенци.
Населення — 2866 осіб (2014).
Щорічний фестиваль відбувається 13 червня. Покровитель — Sant'Antonio da Padova.

## Демографія
Населення за роками:

Станом на 1 січня 2023 року в муніципалітеті офіційно проживало 211 іноземців з 30 країн, серед них 22 громадяни країн Євросоюзу та 15 громадян України.

## Сусідні муніципалітети
- Ренде
- Розе
- Сан-П'єтро-ін-Гуарано